# 미시간 팬서스 (2022년)
| 미시간 팬서스 |                                                                    |
| 콘퍼런스      | USFL 콘퍼런스                                                      |
| 디비전        | USFL : 노스 디비전 (2022년~2023년)                                 |
| 설립연도      | 2022년                                                             |
| 해체연도      |                                                                    |
| 역사          | 미시간 팬서스 (2022년~현재)                                        |
| 경기장        | 포드 필드                                                          |
| 연고지        | 미시간주 디트로이트                                                |
| 소유주        | 폭스 코퍼레이션 대니 가르시아 드웨인 존슨 레드버드 캐피털 파트너스 |
| 회장          |                                                                    |
| 단장          |                                                                    |
| 감독          | 마이크 놀런                                                        |
| 리그 우승     |                                                                    |
| 콘퍼런스 우승 | 1 (2025)                                                           |
| 디비전 우승   |                                                                    |

미시간 팬서스(영어: Michigan Panthers)는 미시간주 디트로이트을 연고지로 하는 UFL USFL 콘퍼런스 소속 미식축구 팀이다. 홈 경기장은 시몬스 뱅크 리버티 스타디움이다.

## 역대 홈경기장
| 경기장            | 사용기간    | 수용인원 | 장소                | 비고 |
| ----------------- | ----------- | -------- | ------------------- | ---- |
| 미시간 팬서스     |             |          |                     |      |
| 리전 필드         | 2022년      | 71,594명 | 앨라배마주 버밍햄   | 빈칸 |
| 프로텍션 스타디움 | 2022년      | 47,100명 | 앨라배마주 버밍햄   | 빈칸 |
| 포드 필드         | 2023년~현재 | 65,000명 | 미시간주 디트로이트 | 빈칸 |